# Tổng Bí thư Ban Chấp hành Trung ương Đảng Cộng sản Việt Nam
Tổng Bí thư Ban Chấp hành Trung ương Đảng Cộng sản Việt Nam, gọi ngắn gọn hơn là Tổng Bí thư (TBT), là chức danh lãnh đạo cao nhất của Đảng Cộng sản Việt Nam. Đây là chức vụ đứng đầu Ban Chấp hành Trung ương Đảng Cộng sản, chủ trì công việc của Ban Chấp hành Trung ương, Bộ Chính trị, Ban Bí thư và các quyền hạn khác. Chức danh Tổng Bí thư cũng kiêm nhiệm vị trí Bí thư Quân ủy Trung ương theo quy định của Điều lệ Đảng, đồng thời cũng hiện đang đảm trách chức danh Trưởng Ban Chỉ đạo Trung ương về phòng, chống tham nhũng, tiêu cực. Với vai trò lãnh đạo nhà nước và xã hội của Đảng, Tổng Bí thư đồng nghĩa là lãnh đạo tối cao và là chức danh cầm quyền cao nhất trong hệ thống chính trị Việt Nam.
Từ 1951 đến 1969, vị trí cao nhất là Chủ tịch Đảng Lao động Việt Nam của Hồ Chí Minh; tuy nhiên, sau khi Hồ Chí Minh qua đời, chức danh này bị bãi bỏ và Tổng Bí thư trở lại thành chức vụ cao nhất. Từ 1960 đến 1976, chức vụ này được gọi là Bí thư thứ nhất.

## Tiêu chuẩn
Bảo đảm đầy đủ các tiêu chuẩn chung của Uỷ viên Bộ Chính trị, Ban Bí thư, đồng thời, cần có những phẩm chất, năng lực: 
- Có uy tín cao trong Trung ương, Bộ Chính trị, trong toàn Đảng và nhân dân; là trung tâm đoàn kết, quy tụ và phát huy sức mạnh tổng hợp của cả hệ thống chính trị, của toàn Đảng, toàn dân và sức mạnh thời đại để thực hiện thắng lợi hai nhiệm vụ chiến lược xây dựng và bảo vệ Tổ quốc, mục tiêu "dân giàu, nước mạnh, dân chủ, công bằng, văn minh".

- Tiêu biểu nhất về đạo đức, trí tuệ của toàn Đảng.
- Có trình độ cao về lý luận chính trị.
- Có kiến thức sâu, rộng, toàn diện trên các lĩnh vực chính trị, kinh tế, văn hoá, xã hội, quốc phòng, an ninh, đối ngoại, xây dựng Đảng, quản lý nhà nước…
- Có bản lĩnh chính trị, tư duy nhạy bén, năng lực nghiên cứu, phát hiện, đề xuất và quyết đoán; bình tĩnh, sáng suốt trước những vấn đề khó, phức tạp liên quan đến vận mệnh của Đảng, của quốc gia, của dân tộc.
- Có năng lực lãnh đạo, điều hành Ban Chấp hành Trung ương, Bộ Chính trị, Ban Bí thư; có năng lực lãnh đạo xây dựng đội ngũ cán bộ cấp chiến lược, đặc biệt là người kế nhiệm, cán bộ chủ chốt.
- Đã kinh qua và hoàn thành tốt nhiệm vụ ở chức vụ bí thư tỉnh uỷ, thành uỷ hoặc trưởng ban, bộ, ngành Trung ương; tham gia Bộ Chính trị trọn một nhiệm kỳ trở lên; trường hợp đặc biệt do Ban Chấp hành Trung ương quyết định.

## Bầu cử
Theo điều lệ của Đảng Cộng sản Việt Nam, Đại hội Đại biểu toàn quốc của Đảng Cộng sản sẽ bầu ra Ban Chấp hành Trung ương, Ban Chấp hành Trung ương bầu ra Bộ Chính trị và bầu Tổng Bí thư từ một trong các Ủy viên Bộ Chính trị. Kể từ năm 2001, nhiệm kỳ Tổng Bí thư tương đương nhiệm kỳ của Ban Chấp hành Trung ương; đồng chí Tổng Bí thư sẽ giữ chức vụ cho tới khi Ban Chấp hành Trung ương khóa mới bầu ra Tổng Bí thư mới.
Từ sau năm 1975, nhân sự được bầu vào chức vụ Tổng Bí thư Ban Chấp hành Trung ương Đảng thường phải là Ủy viên Bộ Chính trị đang đảm nhận một trong các chức danh lãnh đạo chủ chốt sau:
- Chủ tịch nước Cộng hòa xã hội chủ nghĩa Việt Nam
- Thủ tướng Chính phủ nước Cộng hòa xã hội chủ nghĩa Việt Nam
- Chủ tịch Quốc hội nước Cộng hòa xã hội chủ nghĩa Việt Nam
- Thường trực Ban Bí thư Trung ương Đảng Cộng sản Việt Nam

## Trách nhiệm và quyền hạn

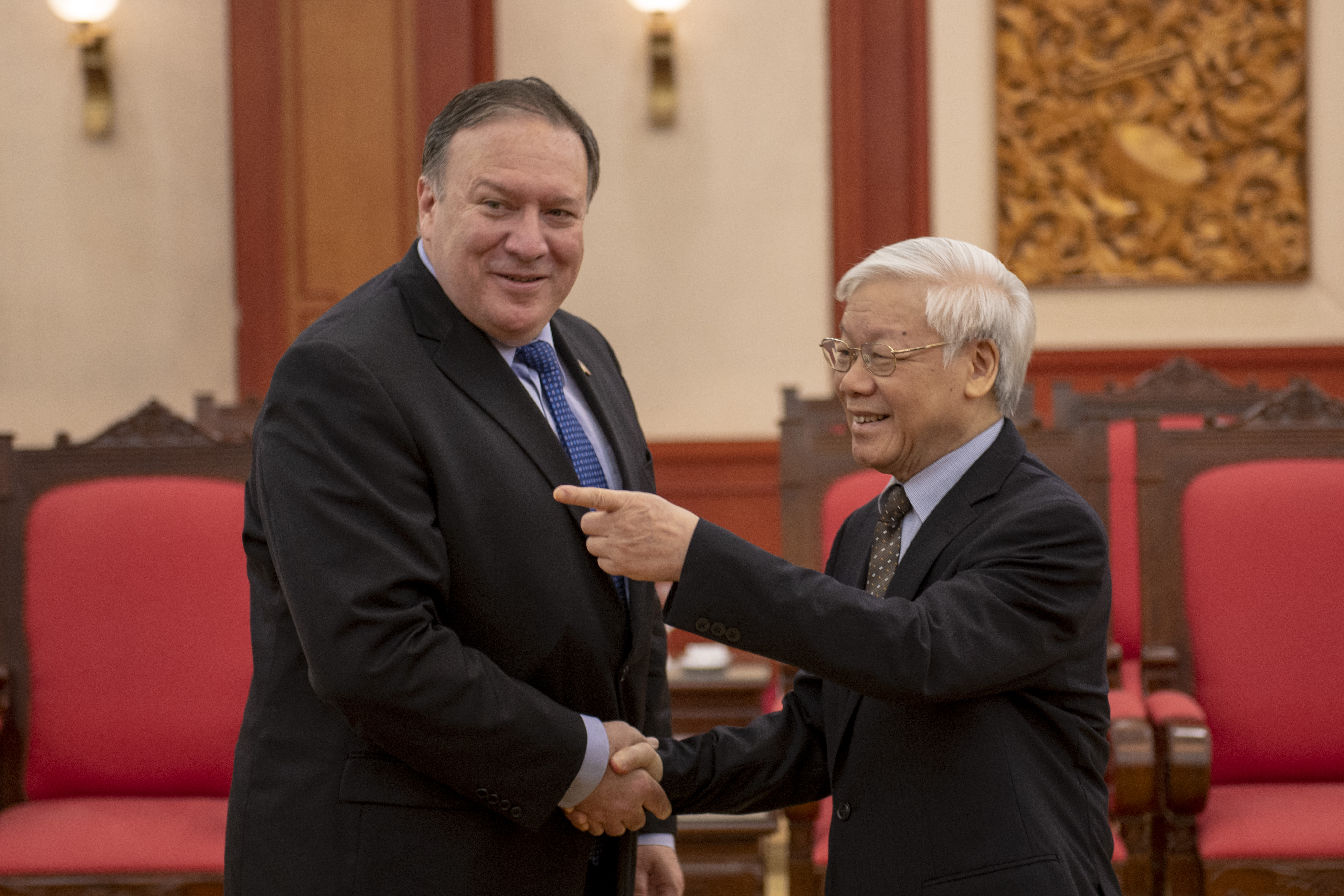
Cố Tổng Bí thư Nguyễn Phú Trọng tiếp Ngoại trưởng Hoa Kỳ Mike Pompeo

Tổng Bí thư chịu trách nhiệm cao nhất trước Ban Chấp hành Trung ương Đảng, Bộ Chính trị, cùng Ban Chấp hành Trung ương, Bộ Chính trị, Ban Bí thư chịu trách nhiệm trước toàn Đảng và toàn dân về sự lãnh đạo trên mọi lĩnh vực công tác, chủ trì công việc thường nhật của Ban Chấp hành Trung ương Đảng, Bộ Chính trị, Ban Bí thư, Ban Thường vụ Quân ủy Trung ương. Chỉ đạo tổ chức, quán triệt triển khai thực hiện sơ kết, tổng kết các nghị quyết, quy chế thông báo của Đại hội Đảng, Ban Chấp hành Trung ương Đảng. Thi hành thẩm tra việc tuân thủ Điều lệ Đảng, Cương lĩnh chính trị, nghị quyết Đại hội Đảng,... trong các tổ chức cơ quan của Đảng.
Có thể thảo luận với Ban Chấp hành Trung ương thành lập, giải thể các cơ quan trực thuộc Trung ương Đảng quản lý.

## Danh sách Tổng Bí thư qua các thời kỳ
Ghi chú:
- Trịnh Đình Cửu là lãnh đạo Đảng lâm thời. Người nắm giữ chức vụ Tổng Bí thư đầu tiên được ghi nhận là Trần Phú.
- Không bao gồm Hồ Chí Minh giữ vai trò Chủ tịch Đảng từ năm 1951 đến khi mất vào năm 1969. Giai đoạn 1956 đến 1960 giữ cả hai chức vụ.

### Đảng Cộng sản Đông Dương(1930 – 1951)

#### Phụ trách điều hành Ban Chấp hành Trung ương Lâm thời (1930)
| Thứ tự | Chân dung | Họ tên (Sinh – mất)        | Nhiệm kỳ                                   | Thời gian tại nhiệm | Ban Chấp hành Trung ương                 | Ghi chú                |
| ------ | --------- | -------------------------- | ------------------------------------------ | ------------------- | ---------------------------------------- | ---------------------- |
| -      |           | Trịnh Đình Cửu (1906–1990) | 03 tháng 2 năm 1930 – 27 tháng 10 năm 1930 | 266 ngày            | Ban Chấp hành Trung ương Lâm thời (1930) | Lãnh đạo Đảng lâm thời |

#### Tổng Bí thư Ban Chấp hành Trung ương (1930 – 1931)
| Thứ tự | Chân dung | Họ tên (Sinh – mất)  | Nhiệm kỳ                                   | Thời gian tại nhiệm | Ban Chấp hành Trung ương             | Chức vụ trước khi được bầu            | Ghi chú |
| ------ | --------- | -------------------- | ------------------------------------------ | ------------------- | ------------------------------------ | ------------------------------------- | --- |
| 1      |           | Trần Phú (1904–1931) | 27 tháng 10 năm 1930 – 19 tháng 4 năm 1931 | 174 ngày            | Ban Chấp hành Trung ương (1930–1931) | Ủy viên Ban Thường vụ Trung ương Đảng | - Tổng Bí thư đầu tiên - Tổng Bí thư trẻ nhất (26 tuổi) - Tổng Bí thư có nhiệm kỳ tại nhiệm ngắn nhất - Bị Thực dân Pháp bắt và giam tại Khám Lớn Sài Gòn và qua đời không lâu sau đó |

#### Tổng Bí thư Ban Chấp hành Trung ương (1935 – 1951)
| Thứ tự | Chân dung                                 | Họ tên (Sinh – mất)       | Nhiệm kỳ                                           | Thời gian tại nhiệm | Ban Chấp hành Trung ương                    | Chức vụ trước khi được bầu            | Ghi chú |
| ------ | ----------------------------------------- | ------------------------- | -------------------------------------------------- | ------------------- | ------------------------------------------- | ------------------------------------- | --- |
| 2      |                                           | Lê Hồng Phong (1902–1942) | 31 tháng 3 năm 1935 – 26 tháng 7 năm 1936          | 1 năm, 117 ngày     | Ban Chấp hành Trung ương khóa I (1935–1951) | Bí thư Ban Chỉ huy hải ngoại          | - Tổng Bí thư đầu tiên sau thời gian chức vụ này bị khuyết do Khủng bố trắng của Pháp - Rời chức vụ Tổng Bí thư khi đi công tác nước ngoài trong thời gian dài |
| 3      |                                           | Hà Huy Tập (1906–1941)    | 26 tháng 7 năm 1936 – 30 tháng 3 năm 1938          | 1 năm, 247 ngày     | Ban Chấp hành Trung ương khóa I (1935–1951) | Bí thư Ban Chỉ huy hải ngoại          | - Bị Thực dân Pháp bắt và quản thúc năm 1938 - Bị bắt lại vào năm 1940 và tử hình vào năm 1941                                                                 |
| 4      |                                           | Nguyễn Văn Cừ (1912–1941) | 30 tháng 3 năm 1938 – 09 tháng 11 năm 1940         | 2 năm, 224 ngày     | Ban Chấp hành Trung ương khóa I (1935–1951) | Ủy viên Ban Thường vụ Trung ương Đảng | Bị Thực dân Pháp bắt năm 1940 và tử hình vào năm 1941 |
| -      |                                           | Trường Chinh (1907–1988)  | 09 tháng 11 năm 1940 – 19 tháng 5 năm 1941 (quyền) | 191 ngày            | Ban Chấp hành Trung ương khóa I (1935–1951) | Uỷ viên Ban Thường vụ Trung ương Đảng | Tổng Bí thư sau khi Nguyễn Văn Cừ bị Thực dân Pháp bắt giam |
| 5      | 19 tháng 5 năm 1941 – 19 tháng 2 năm 1951 | Trường Chinh (1907–1988)  | 9 năm, 276 ngày                                    |                     | Ban Chấp hành Trung ương khóa I (1935–1951) | Uỷ viên Ban Thường vụ Trung ương Đảng | Tổng Bí thư sau khi Nguyễn Văn Cừ bị Thực dân Pháp bắt giam |

### Đảng Lao động Việt Nam(1951 – 1976)

#### Tổng Bí thư (1951 – 1976)
Trong thời gian cải cách ruộng đất vì những sai lầm nghiêm trọng, Trường Chinh từ chức Tổng Bí thư Đảng Lao động Việt Nam. Tại Hội nghị Trung ương Đảng lần thứ 10, khóa II, Hồ Chí Minh với chức vụ Chủ tịch Đảng được Trung ương Đảng phân công kiêm nhiệm chức vụ Tổng Bí thư.
| Thứ tự                                               | Chân dung                                        | Họ tên (Sinh – mất)                              | Nhiệm kỳ                                         | Thời gian tại nhiệm                              | Ban Chấp hành Trung ương                         | Chức vụ trước khi được bầu                        | Ghi chú                                                                |
| Tổng Bí thư Ban Chấp hành Trung ương (1951–1960)     | Tổng Bí thư Ban Chấp hành Trung ương (1951–1960) | Tổng Bí thư Ban Chấp hành Trung ương (1951–1960) | Tổng Bí thư Ban Chấp hành Trung ương (1951–1960) | Tổng Bí thư Ban Chấp hành Trung ương (1951–1960) | Tổng Bí thư Ban Chấp hành Trung ương (1951–1960) | Tổng Bí thư Ban Chấp hành Trung ương (1951–1960)  | Tổng Bí thư Ban Chấp hành Trung ương (1951–1960)                       |
| ---------------------------------------------------- | ------------------------------------------------ | ------------------------------------------------ | ------------------------------------------------ | ------------------------------------------------ | ------------------------------------------------ | ------------------------------------------------- | ---------------------------------------------------------------------- |
| 5                                                    |                                                  | Trường Chinh (1907–1988)                         | 19 tháng 2 năm 1951 – 05 tháng 10 năm 1956       | 5 năm, 229 ngày                                  | Ban Chấp hành Trung ương khóa II (1951–1960)     | Tổng Bí thư                                       | Từ chức sau những sai lầm trong Cải cách ruộng đất                     |
| 6                                                    |                                                  | Hồ Chí Minh (1890–1969)                          | 05 tháng 10 năm 1956 – 10 tháng 9 năm 1960       | 3 năm, 342 ngày                                  | Ban Chấp hành Trung ương khóa II (1951–1960)     | Chủ tịch Đảng, Chủ tịch nước                      | Chủ tịch Đảng kiêm nhiệm chức Tổng Bí thư sau khi Trường Chinh từ chức |
| Bí thư Thứ nhất Ban Chấp hành Trung ương (1960–1976) |                                                  |                                                  |                                                  |                                                  |                                                  |                                                   |                                                                        |
| 7                                                    |                                                  | Lê Duẩn (1907–1986)                              | 10 tháng 9 năm 1960 – 02 tháng 7 năm 1976        | 15 năm, 296 ngày                                 | Ban Chấp hành Trung ương khóa III (1960–1976)    | Ủy viên Bộ Chính trị, Bí thư phụ trách Ban Bí thư | Tổng Bí thư có nhiệm kỳ tại nhiệm lâu nhất                             |

#### Chủ tịch Đảng (1951 – 1969)
Chủ tịch Hồ Chí Minh là người duy nhất nắm giữ chức vụ này trong giai đoạn 1951–1969. Trong giai đoạn này, Chủ tịch Đảng là chức vụ có quyền hạn và trách nhiệm lớn nhất, hơn cả Tổng Bí thư. Sau khi Chủ tịch Hồ Chí Minh qua đời năm 1969, chức vụ này bị bãi bỏ
| Thứ tự | Chân dung                                     | Họ tên (Sinh – mất)     | Nhiệm kỳ                                  | Thời gian tại nhiệm | Chức vụ trước khi được bầu         | Ban Chấp hành Trung ương                     |
| ------ | --------------------------------------------- | ----------------------- | ----------------------------------------- | ------------------- | ---------------------------------- | -------------------------------------------- |
| 1      |                                               | Hồ Chí Minh (1890–1969) | 19 tháng 2 năm 1951 – 02 tháng 9 năm 1969 | 18 năm, 195 ngày    | Chủ tịch nước, Thủ tướng Chính phủ | Ban Chấp hành Trung ương khóa II (1951–1960) |
| 1      | Ban Chấp hành Trung ương khóa III (1960–1976) | Hồ Chí Minh (1890–1969) | 19 tháng 2 năm 1951 – 02 tháng 9 năm 1969 | 18 năm, 195 ngày    | Chủ tịch nước, Thủ tướng Chính phủ |                                              |

### Đảng Nhân dân Cách mạng Việt Nam(1962 – 1975)
Đảng Nhân dân Cách mạng Việt Nam là chi bộ của Đảng Lao động Việt Nam ở phía Nam trong giai đoạn chiến tranh Việt Nam. Đảng Nhân dân Cách mạng chịu sự lãnh đạo của Đảng Lao động dù bên ngoài về lý thuyết 2 đảng hoạt động độc lập với nhau. Cơ cấu tổ chức của Đảng Nhân dân Cách mạng khá tương đồng với Đảng Lao động. Có 2 chức vụ chính là Chủ tịch Đảng và Tổng Bí thư Ban Chấp hành Trung ương. Điều hành Đảng thực tế thuộc về Trung ương Cục Miền Nam, Khu ủy Khu V, Khu ủy Khu Trị Thiên trực thuộc Trung ương Đảng Lao động. Sau 30/4/1975, Đảng hoạt động trên danh nghĩa Đảng Lao động, danh xưng Đảng Nhân dân Cách mạng không còn nữa.
| Thứ tự                                           | Chân dung                 | Họ tên (Sinh – mất)         | Nhiệm kỳ                                  | Thời gian tại nhiệm       | Ban Chấp hành Trung ương                    |
| Chủ tịch Đảng (1962-1975)                        | Chủ tịch Đảng (1962-1975) | Chủ tịch Đảng (1962-1975)   | Chủ tịch Đảng (1962-1975)                 | Chủ tịch Đảng (1962-1975) | Chủ tịch Đảng (1962-1975)                   |
| ------------------------------------------------ | ------------------------- | --------------------------- | ----------------------------------------- | ------------------------- | ------------------------------------------- |
| -                                                |                           | Võ Chí Công (1912–2011)     | 01 tháng 1 năm 1962 – 30 tháng 4 năm 1975 | 13 năm, 119 ngày          | Ban Chấp hành Trung ương khóa I (1962–1975) |
| Tổng Bí thư Ban Chấp hành Trung ương (1962-1975) |                           |                             |                                           |                           |                                             |
| -                                                |                           | Nguyễn Văn Linh (1915–1998) | 01 tháng 1 năm 1962 – 30 tháng 4 năm 1975 | 13 năm, 119 ngày          | Ban Chấp hành Trung ương khóa I (1962–1975) |

### Đảng Cộng sản Việt Nam(1976 – nay)
Sau khi đất nước thống nhất năm 1975, năm 1976, tên gọi Đảng Cộng sản Việt Nam đã được sử dụng trở lại, trên cơ sở sáp nhập Đảng Lao động Việt Nam và Đảng Nhân dân Cách mạng Việt Nam.
| Thứ tự | Chân dung                                      | Họ tên (Sinh – mất)          | Nhiệm kỳ                                   | Thời gian tại nhiệm | Ban Chấp hành Trung ương                               | Chức vụ trước khi được bầu                                                                                                 | Ghi chú |
| ------ | ---------------------------------------------- | ---------------------------- | ------------------------------------------ | ------------------- | ------------------------------------------------------ | --- | --- |
| 7      |                                                | Lê Duẩn (1907–1986)          | 02 tháng 7 năm 1976 – 10 tháng 7 năm 1986  | 10 năm, 8 ngày      | Ban Chấp hành Trung ương khóa IV (1976–1982)           | Bí thư thứ nhất (Tổng Bí thư)                                                                                              | - Mất khi tại nhiệm - Tổng Bí thư tại nhiệm lâu nhất                                                                                        |
| 7      | Ban Chấp hành Trung ương khóa V (1982–1986)    | Lê Duẩn (1907–1986)          | 02 tháng 7 năm 1976 – 10 tháng 7 năm 1986  | 10 năm, 8 ngày      |                                                        | Bí thư thứ nhất (Tổng Bí thư)                                                                                              | - Mất khi tại nhiệm - Tổng Bí thư tại nhiệm lâu nhất                                                                                        |
| (5)    |                                                | Trường Chinh (1907–1988)     | 14 tháng 7 năm 1986 – 18 tháng 12 năm 1986 | 157 ngày            | Chủ tịch Hội đồng Nhà nước (Chủ tịch nước)             | - Chủ tịch Hội đồng Nhà nước (1981–1987) - 2 lần giữ chức vụ Tổng Bí thư - Giữ chức vụ Tổng Bí thư sau khi Lê Duẩn qua đời | |
| 8      |                                                | Nguyễn Văn Linh (1915–1998)  | 18 tháng 12 năm 1986 – 27 tháng 6 năm 1991 | 4 năm, 191 ngày     | Ban Chấp hành Trung ương khóa VI (1986–1991)           | Thường trực Ban Bí thư | Tổng Bí thư đầu tiên của thời kỳ Đổi Mới |
| 9      |                                                | Đỗ Mười (1917–2018)          | 27 tháng 6 năm 1991 - 26 tháng 12 năm 1997 | 6 năm, 182 ngày     | Ban Chấp hành Trung ương khóa VII (1991–1996)          | Chủ tịch Hội đồng Bộ trưởng (Thủ tướng)                                                                                    | - Xin rút khỏi Bộ Chính trị và Ban Chấp hành Trung ương Đảng - Từ chức - Tổng Bí thư lớn tuổi nhất (74 tuổi)                                |
| 9      | Ban Chấp hành Trung ương khóa VIII (1996–2001) | Đỗ Mười (1917–2018)          | 27 tháng 6 năm 1991 - 26 tháng 12 năm 1997 | 6 năm, 182 ngày     |                                                        | Chủ tịch Hội đồng Bộ trưởng (Thủ tướng)                                                                                    | - Xin rút khỏi Bộ Chính trị và Ban Chấp hành Trung ương Đảng - Từ chức - Tổng Bí thư lớn tuổi nhất (74 tuổi)                                |
| 10     |                                                | Lê Khả Phiêu (1931–2020)     | 26 tháng 12 năm 1997 – 22 tháng 4 năm 2001 | 3 năm, 117 ngày     | Thường trực Bộ Chính trị, Chủ nhiệm Tổng cục Chính trị | - Thượng tướng Quân đội nhân dân Việt Nam - Được bầu tại Hội nghị TW lần thứ 4                                             | |
| 11     |                                                | Nông Đức Mạnh (1940–)        | 22 tháng 4 năm 2001 – 19 tháng 1 năm 2011  | 9 năm, 272 ngày     | Ban Chấp hành Trung ương khóa IX (2001–2006)           | Chủ tịch Quốc hội | Tổng Bí thư đầu tiên là người dân tộc thiểu số                                                                                              |
| 11     | Ban Chấp hành Trung ương khóa X (2006–2011)    | Nông Đức Mạnh (1940–)        | 22 tháng 4 năm 2001 – 19 tháng 1 năm 2011  | 9 năm, 272 ngày     |                                                        | Chủ tịch Quốc hội | Tổng Bí thư đầu tiên là người dân tộc thiểu số                                                                                              |
| 12     |                                                | Nguyễn Phú Trọng (1944–2024) | 19 tháng 1 năm 2011 – 19 tháng 7 năm 2024  | 13 năm, 182 ngày    | Ban Chấp hành Trung ương khóa XI (2011–2016)           | Chủ tịch Quốc hội | - Chủ tịch nước (2018–2021) - Mất khi tại nhiệm                                                                                             |
| 12     | Ban Chấp hành Trung ương khóa XII (2016–2021)  | Nguyễn Phú Trọng (1944–2024) | 19 tháng 1 năm 2011 – 19 tháng 7 năm 2024  | 13 năm, 182 ngày    |                                                        | Chủ tịch Quốc hội | - Chủ tịch nước (2018–2021) - Mất khi tại nhiệm                                                                                             |
| 12     | Ban Chấp hành Trung ương khóa XIII (2021-2026) | Nguyễn Phú Trọng (1944–2024) | 19 tháng 1 năm 2011 – 19 tháng 7 năm 2024  | 13 năm, 182 ngày    |                                                        | Chủ tịch Quốc hội | - Chủ tịch nước (2018–2021) - Mất khi tại nhiệm                                                                                             |
| 13     |                                                | Tô Lâm (1957-)               | 03 tháng 8 năm 2024 - nay                  | 1 năm, 4 ngày       | Ban Chấp hành Trung ương khóa XIII (2021-2026)         | Chủ tịch nước | - Đại tướng Công an nhân dân Việt Nam - Chủ tịch nước (5/2024–10/2024) - Được bầu tại Hội nghị Trung ương khóa XIII bất thường (03/8/2024). |

## Danh sách Tổng Bí thư theo độ tuổi
| #   | Tên              | Sinh                 | Tuổi khi bắt đầu nhiệm kỳ             | Tuổi khi kết thúc nhiệm kỳ            | Thời gian sau mãn nhiệm | Mất                 | Tuổi thọ          |
| --- | ---------------- | -------------------- | ------------------------------------- | ------------------------------------- | ----------------------- | ------------------- | ----------------- |
| 1   | Trần Phú         | 1 tháng 5 năm 1904   | 26 năm, 179 ngày 27 tháng 10 năm 1930 | 26 năm, 353 ngày 19 tháng 4 năm 1931  | 140 ngày                | 6 tháng 9 năm 1931  | 27 năm, 128 ngày  |
| 2   | Lê Hồng Phong    | 6 tháng 9 năm 1902   | 32 năm, 206 ngày 31 tháng 3 năm 1935  | 33 năm, 324 ngày 26 tháng 7 năm 1936  | 6 năm, 42 ngày          | 6 tháng 9 năm 1942  | 40 năm, 0 ngày    |
| 3   | Hà Huy Tập       | 24 tháng 4 năm 1906  | 30 năm, 93 ngày 26 tháng 7 năm 1936   | 31 năm, 340 ngày 30 tháng 3 năm 1938  | 3 năm, 120 ngày         | 28 tháng 8 năm 1941 | 35 năm, 126 ngày  |
| 4   | Nguyễn Văn Cừ    | 9 tháng 7 năm 1912   | 25 năm, 264 ngày 30 tháng 3 năm 1938  | 28 năm, 123 ngày 9 tháng 11 năm 1940  | 292 ngày                | 28 tháng 8 năm 1941 | 29 năm, 50 ngày   |
| 5   | Trường Chinh     | 9 tháng 2 năm 1907   | 33 năm, 274 ngày 9 tháng 11 năm 1940  | 49 năm, 239 ngày 5 tháng 10 năm 1956  | 29 năm, 282 ngày        | 30 tháng 9 năm 1988 | 81 năm, 234 ngày  |
| -   | Hồ Chí Minh[1]   | 19 tháng 5 năm 1890  | 60 năm, 276 ngày 19 tháng 2 năm 1951  | 79 năm, 106 ngày 2 tháng 9 năm 1969   | 0 ngày                  | 2 tháng 9 năm 1969  | 79 năm, 106 ngày  |
| 6   | Hồ Chí Minh[2]   | 19 tháng 5 năm 1890  | 66 năm, 166 ngày 1 tháng 11 năm 1956  | 70 năm, 114 ngày 10 tháng 9 năm 1960  | 8 năm, 357 ngày         | 2 tháng 9 năm 1969  | 79 năm, 106 ngày  |
| 7   | Lê Duẩn          | 7 tháng 4 năm 1907   | 53 năm, 156 ngày 10 tháng 9 năm 1960  | 79 năm, 94 ngày 10 tháng 7 năm 1986   | 0 ngày                  | 10 tháng 7 năm 1986 | 79 năm, 94 ngày   |
| (5) | Trường Chinh     | 9 tháng 2 năm 1907   | 79 năm, 155 ngày 14 tháng 7 năm 1986  | 79 năm, 312 ngày 18 tháng 12 năm 1986 | 1 năm, 287 ngày         | 30 tháng 9 năm 1988 | 81 năm, 234 ngày  |
| 8   | Nguyễn Văn Linh  | 1 tháng 7 năm 1915   | 71 năm, 170 ngày 18 tháng 12 năm 1986 | 75 năm, 361 ngày 27 tháng 6 năm 1991  | 6 năm, 304 ngày         | 27 tháng 4 năm 1998 | 82 năm, 300 ngày  |
| 9   | Đỗ Mười          | 2 tháng 2 năm 1917   | 74 năm, 145 ngày 27 tháng 6 năm 1991  | 80 năm, 327 ngày 26 tháng 12 năm 1997 | 20 năm, 279 ngày        | 1 tháng 10 năm 2018 | 101 năm, 241 ngày |
| 10  | Lê Khả Phiêu     | 27 tháng 12 năm 1931 | 65 năm, 364 ngày 26 tháng 12 năm 1997 | 69 năm, 116 ngày 22 tháng 4 năm 2001  | 19 năm, 107 ngày        | 7 tháng 8 năm 2020  | 88 năm, 224 ngày  |
| 11  | Nông Đức Mạnh    | 11 tháng 9 năm 1940  | 60 năm, 223 ngày 22 tháng 4 năm 2001  | 70 năm, 130 ngày 19 tháng 1 năm 2011  | 14 năm, 200 ngày        | (vẫn sống)          | 84 năm, 330 ngày  |
| 12  | Nguyễn Phú Trọng | 14 tháng 4 năm 1944  | 66 năm, 280 ngày 19 tháng 1 năm 2011  | 80 năm, 96 ngày 19 tháng 7 năm 2024   | 0 ngày                  | 19 tháng 7 năm 2024 | 80 năm, 96 ngày   |
| 13  | Tô Lâm           | 10 tháng 7 năm 1957  | 67 năm, 24 ngày 3 tháng 8 năm 2024    | (đương nhiệm)                         | (đương nhiệm)           | (vẫn sống)          | 68 năm, 28 ngày   |

Ghi chú:
- [1]: trên cương vị Chủ tịch Ban Chấp hành Đảng Lao động
- [2]: trên cương vị Tổng Bí thư Ban Chấp hành Đảng Lao động

## Danh sách Tổng Bí thư theo thời gian giữ chức vụ
| #  | Tên              | Thời gian theo ngày | Nhiệm kỳ                                                                                                 | Ban Chấp hành Trung ương |
| -- | ---------------- | ------------------- | --- | --- |
| 1  | Lê Duẩn          | 9,434               | 10 tháng 9, 1960 – 10 tháng 7, 1986                                                                      | - 2 khóa đầy đủ: III (1960–1976) và IV (1976–1982) - 4 năm, 102 ngày đầu khóa V (1982–1986)                                                    |
| 2  | Hồ Chí Minh      | 6,770               | - Chủ tịch Đảng • 19 tháng 2, 1951 – 2 tháng 9, 1969 - Tổng Bí thư • 1 tháng 11, 1956 – 10 tháng 9, 1960 | Chủ tịch Đảng - 1 khóa đầy đủ: II (1951–1960) - 8 năm, 357 ngày đầu khóa VI (1960–1976) Tổng Bí thư - 3 năm, 341 ngày cuối khóa II (1951–1960) |
| 3  | Trường Chinh     | 5966                | - 9 tháng 11, 1940 – 5 tháng 10, 1956 - 14 tháng 7, 1986 – 18 tháng 12, 1986                             | - 10 năm, 102 ngày cuối khóa I (1935–1951) - 5 năm, 229 ngày đầu khóa II (1951–1960) - 157 ngày cuối khóa V (1982–1986)                        |
| 4  | Nguyễn Phú Trọng | 4,930               | 19 tháng 1, 2011 – 19 tháng 7, 2024                                                                      | - 2 khóa đầy đủ: XI (2011–2016) và XII (2016–2021) - 3 năm, 170 ngày đầu khóa XIII (2021-2026)                                                 |
| 5  | Nông Đức Mạnh    | 3,559               | 22 tháng 4, 2001 – 19 tháng 1, 2011                                                                      | 2 khóa đầy đủ: IX (2001–2006) và X (2006–2011)                                                                                                 |
| 6  | Đỗ Mười          | 2,374               | 27 tháng 6, 1991 – 26 tháng 12, 1997                                                                     | - 1 khóa đầy đủ: VII (1991–1996) - 1 năm, 178 ngày đầu khóa VIII (1996–2001)                                                                   |
| 7  | Nguyễn Văn Linh  | 1,652               | 18 tháng 12, 1986 – 27 tháng 6, 1991                                                                     | 1 khóa đầy đủ: VI (1986–1991) |
| 8  | Lê Khả Phiêu     | 1,213               | 26 tháng 12 ,1997 – 22 tháng 4, 2001                                                                     | 3 năm, 117 ngày cuối khóa VIII (1996–2001) |
| 9  | Nguyễn Văn Cừ    | 955                 | 30 tháng 3, 1938 – 9 tháng 11, 1940                                                                      | 2 năm, 224 ngày giữa khóa I (1935–1951) |
| 10 | Hà Huy Tập       | 612                 | 26 tháng 7, 1936 – 30 tháng 3, 1938                                                                      | 1 năm, 247 ngày giữa khóa I (1935–1951) |
| 11 | Lê Hồng Phong    | 483                 | 31 tháng 3, 1935 – 26 tháng 7, 1936                                                                      | 1 năm, 117 ngày giữa khóa I (1935–1951) |
| 12 | Tô Lâm           | 369                 | 3 tháng 8, 2024 – đương nhiệm                                                                            | 1 năm, 4 ngày cuối khóa XIII (2021-2026) |
| 13 | Trần Phú         | 174                 | 27 tháng 10, 1930 – 19 tháng 4, 1931                                                                     | 174 ngày Ban Chấp hành Trung ương (1930–1931)                                                                                                  |